# Seriez-vous un bon expert ?
Seriez-vous un bon expert ? est un jeu télévisé français diffusé sur France 2 du 5 septembre 2011 au 29 mars 2013 et présenté par Julien Courbet.

## Historique
Après En toutes lettres, Julien Courbet anime cette émission en compagnie de trois experts. L'imitateur Dany Mauro est également présent.
La dernière émission a eu lieu le vendredi 29 mars 2013 après la fin du contrat de l'animateur avec France 2.

## Déroulement
50 candidats (25 femmes et 25 hommes) jouent pour tenter de remporter la somme de 10 000 € et devenir le meilleur expert de l'émission.
Dans la 1re et la 2e saison : deux experts sont invités sur le plateau pour représenter chaque thème lors de leur « Manche Expert » respective, et donnent des explications aux réponses aux questions.
L'émission a fêté sa « 100e » le 22 février 2012 ; pour cette occasion les invités sont Cyril Hanouna et Fabien Lecœuvre.
La dernière de l'émission de la saison 1 a été diffusée le 22 juin 2012.
Pendant l'été 2012, l'émission est momentanément arrêtée entre le 27 juillet 2012 et le 12 août 2012 en raison des JO de Londres 2012. Du 29 août 2012 au 9 septembre 2012, l'émission est de nouveau stoppée en raison des Jeux paralympiques.
Dans la 3e saison : trois experts sont invités sur le plateau pour représenter chaque thème lors de leur « Manche Expert » respective, et donnent des explications aux réponses aux questions.
Le 20 mars 2013, l'émission a fêté sa 300e émission en organisant un Harlem shake pour l'événement.
Le 1er mars 2013, France 2 annonce à Julien Courbet que son émission se terminera le vendredi 29 mars après la fin du contrat de l'animateur.

## Manche Expert
Le jeu comprend deux manches expert : chaque manche expert est représentée par un thème qui nécessite la venue d'un expert. Dans la première version, les 50 candidats devaient répondre à 5 questions en moins de 7 secondes, puis les 3 meilleurs auront été sélectionnés pour répondre à la 6e question. Le plus rapide se qualifiait à la demi-finale.
Depuis le 2 janvier 2012, les 50 candidats doivent répondre à une question de rapidité comprenant 5 propositions de réponse, en donnant les 2 bonnes réponses. Les 2 meilleures femmes et les 2 meilleurs hommes (ayant donné le plus rapidement la bonne réponse) doivent répondre aux 5 questions en moins de 7 secondes, d'une valeur croissante :
| Question     | Point(s) |
| 1re question | 1 point  |
| 2e question  | 2 points |
| 3e question  | 3 points |
| 4e question  | 4 points |
| 5e question  | 5 points |

Celui qui a marqué le plus de points se qualifie pour la demi-finale. Si des ex-aequo subsistent, une question de rapidité est posées entre les candidats concernés (les autres candidats ayant fait moins bien sont éliminés).
Depuis mars 2012, la question de rapidité a disparu, et donc 2 femmes et 2 hommes sont tirés au sort parmi les 50 candidats.
Depuis le 10 septembre 2012, ce sont 5 candidats qui participent à la première manche, puis seulement 4 lorsque le mécanisme du feuilleton, où le champion en titre revient à l'émission suivante pour cumuler les gains, a été instauré.
À noter que si un candidat ne peut plus se qualifier avant la 5e question, il est automatiquement éliminé.

### Demi-finale
Les 2 demi-finalistes doivent répondre à des questions de type « Vrai ou Faux » sur leur thème respectif, en 60 secondes. Chaque bonne réponse rapporte 1 point. En cas d'erreur, l'expert en question donne des explications pour faire comprendre l'erreur.
Celui qui a marqué le plus de points se qualifie pour la finale. En cas d'égalité, les demi-finalistes doivent répondre à une question chiffrée, où ils doivent inscrire un nombre sur l'ardoise. Celui qui donne le nombre le plus proche se qualifie pour la finale.
Depuis le 10 septembre 2012, les deux demi-finalistes doivent répondre en 120 secondes aux questions portant tour à tour sur les trois thèmes. Chaque bonne réponse vaut 1 point. À chaque mauvaise réponse, ou si le candidat ne répond pas avant le bip, soit en 5 secondes, la main passe à l'adversaire. Le candidat qui aura totalisé le plus de points ira en finale.
Depuis février 2013, le demi-finaliste affronte le champion en titre.

### Finale
Le finaliste, dans son thème auquel il a participé, a 90 secondes pour affecter 8 réponses à leur association respective (exemple : un film, un personnage ; une chanson, un interprète, etc.), à l'aide d'un écran tactile. Dans un premier temps, il doit placer les réponses à leur association correspondante. Pour passer à la réponse suivante, il doit dire « pioche ». Une fois les 8 réponses placées, il peut procéder à des modifications, en inversant les cases réponses.
Une fois les 90 secondes écoulés, l'expert du thème en question vérifie les associations correctement effectuées. Chaque bonne réponse lui permet de gagner de l'argent :
| Nombres de reponse | Montant  |
| 1 bonne réponse    | 100 €    |
| 2 bonnes réponses  | 200 €    |
| 3 bonnes réponses  | 500 €    |
| 4 bonnes réponses  | 1 000 €  |
| 5 bonnes réponses  | 1 500 €  |
| 6 bonnes réponses  | 2 500 €  |
| 7 bonnes réponses  | 5 000 €  |
| 8 bonnes réponses  | 10 000 € |

Si le candidat place 8 bonnes réponses, il remporte 10 000 €. À noter que 7 bonnes réponses pour 5 000 € sont possibles seulement si le candidat n'a pas placé la 8e réponse dans la dernière case avant la fin du temps réglementaire.
Depuis le 10 septembre 2012, le finaliste doit répondre à 8 questions portant tour à tour sur les trois thèmes. La première question comporte 2 propositions de réponses, la deuxième 3 propositions, la troisième 4 propositions, et les questions suivantes sont ouvertes.
La nouvelle pyramide des gains est la suivante : 
| Nombres de reponse | Montant  |
| 1 bonne réponse    | 100 €    |
| 2 bonnes réponses  | 200 €    |
| 3 bonnes réponses  | 500 €    |
| 4 bonnes réponses  | 1 000 €  |
| 5 bonnes réponses  | 2 000 €  |
| 6 bonnes réponses  | 3 000 €  |
| 7 bonnes réponses  | 4 000 €  |
| 8 bonnes réponses  | 10 000 € |

## Diffusion
L'émission est diffusée entre le lundi 5 septembre 2011 et le vendredi 29 mars 2013.

## Audience
Lors de son premier numéro, le 5 septembre 2011, le jeu rassemble 820 000 téléspectateurs, soit 10,2 % de part de marché. Après deux mois, le jeu rassemble 1 million de téléspectateurs soit 10,1 % de part de marché le 8 novembre, puis le 14 novembre toujours 1 million de téléspectateurs, mais 10,7 %.
Le 24 novembre, ce record est battu avec 1 120 000 téléspectateurs soit 12,1 % de part de marché.

## Record
Le record de l'émission sur les « Vrais/Faux » est de 12 points (le maximum) pour la première et la deuxième part contre le maximum est devenu 22.
Un candidat prénommé Cyrille, le champion des 12 coups de midi (émission diffusée sur TF1), participe et gagne 10 000 € à Seriez-vous un bon expert.
Alexandre Massy, le champion des Douze Coups de midi (émission diffusée sur TF1), participe et gagne 13 000 € à Seriez-vous un bon expert.
Une candidate prénommée Marie-Line participe et gagne 53 000 € le plus gros gain de Seriez-vous un bon expert ?.

## Enregistrement
L'enregistrement se déroule au studio 210 de la Plaine Saint-Denis. Au cours de l'enregistrement, on note de nombreuses coupures des rythmes de tournages, ce qui a tendance à les rendre très longs.